# Vorratsintensität
Die Vorratsintensität (auch Lagerintensität) ist eine betriebswirtschaftliche Kennzahl, die Aufschluss über die Kapitalbindung in den Vorräten an Roh-, Hilfs- und Betriebsstoffen (RHB) sowie an Halb- und Fertigerzeugnissen geben soll.

## Allgemeines
Die Vorratsintensität ist im Rahmen der betriebsinternen oder externen Bilanzanalyse eine Kategorie der Vermögensanalyse, weil sie die Struktur innerhalb des Umlaufvermögens einer Bilanz untersucht. Sie wird in der Fachliteratur auch als Lagerintensität oder Grad der Lagerhaltung bezeichnet. Die Vorratsintensität spielt insbesondere eine Rolle bei vorrats- oder lagerintensiven Betrieben (etwa Handel, Anlagen-, Flugzeug- und Schiffbau), bei denen die Kapitalbindung des Lagerbestands ein zentrales betriebswirtschaftliches Thema darstellt. Als vorratsintensive Betriebe werden jene Unternehmen bezeichnet, bei denen der Anteil der Lagerkosten an den Gesamtkosten oder der Anteil der Lagervorräte an den gesamten Aktiva erheblich ist und mehr als 25 % der Aktiva ausmacht. Diese Kapitalbindung verursacht Kapitalbindungskosten wie Lagerkosten und/oder Kreditzinsen, die die Rentabilität beeinträchtigen.

## Berechnung
Aus dem Jahresabschluss wird das entsprechende Vorratsvermögen für den Zähler, das Gesamtvermögen oder die Bilanzsumme für den Nenner der Formel übernommen. Im Zähler stehen die Bilanzpositionen Roh-, Hilfs- und Betriebsstoffe (RHB) und/oder Halb- und Fertigerzeugnisse.  
{\displaystyle {\text{Vorratsintensität RHB}}={\frac {{\text{RHB}}\cdot 100\,\%}{\text{Bilanzsumme}}}}
{\displaystyle {\text{Vorratsintensität Halb- und Fertigfabrikate}}={\frac {{\text{Halb-, Fertigfabrikate}}\cdot 100\,\%}{\text{Bilanzsumme}}}}
Alternativ zur Bilanzsumme können die Umsatzerlöse als Vergleichsgröße verwendet werden.
Von Bedeutung sind insbesondere Veränderungen im Zeitvergleich. Die Interpretation ist jedoch nicht immer eindeutig. Eine hohe oder steigende Vorratsintensität kann sowohl auf die gezielte Ausnutzung günstiger Einkaufsbedingungen (Anschaffungskosten, Rabatte) als auch auf Mängel in der Lagerorganisation oder zu langen Fertigungszeiten hinweisen. Erhöht sich die Vorratsintensität, so wird zunehmend Kapital gebunden, was zur Verringerung der Liquidität führt und den Kapitalbedarf erhöht. Eine hohe Vorratsintensität ist ein großes Lagerrisiko, weil die Gefahr des Verlustes (etwa durch Diebstahl), der  Veralterung und der Schwindung zunimmt.
Die Vorratsintensität kann im gleichen Unternehmen im Zeitvergleich gemessen werden oder durch Betriebsvergleiche mit anderen Unternehmen derselben Branche. Weicht die Vorratsintensität vom Branchendurchschnitt negativ ab, wird ein erhöhtes Risiko im Vorratsbereich angenommen. Als wesentliche Ursachen einer auffällig hohen Vorratsintensität kommen dabei in erster Linie Überbestände in Betracht. Diese können jedoch auch konjunkturell bedingt auftreten. 
Maßnahmen zur Verbesserung der Vorratsintensität sind eine Verkürzung der Lagerdauer, Einführung der Just-in-time-Produktion (bei RHB) oder die Beseitigung von Vertriebshindernissen bei Fertigerzeugnissen.